# Rodrigo Díaz (danseur)
Rodrigo Alexander Díaz Rioseco (né le 9 juillet 1979 à Santiago) est un danseur et ingénieur d'affaires chilien.

## Biographie
Né dans la Quinta Normal, Santiago, Rodrigo Alexander Díaz Rioseco est le fils de Cecilio Diaz et Marlene Rioseco. À huit ans, il entra à participer au groupe folklorique pour enfants. À treize ans, il a commencé à gérer une entreprise et à seize ans, il faisait déjà partie de la «génération 96" Viens avec moi au programme Canal 13.

## Trajectoire

### Télévision
- 1996 : Venga conmigo (Canal 13) : Danseur de la "Génération 96"
- 2002-2003 : Rojo fama contrafama (Saison 1) (TVN) : Vainqueur dans la catégorie de danse
- 2008 : El baile en TVN (TVN) : Danseur qui a dansé avec l'actrice Sandra O'Ryan
- 2010-2012 : Talento chileno (Chilevisión) : Jury
- 2014 : Super estrellas (Chilevisión) : Jury